# Stundenbuch des Lorenzo de’ Medici
Das Stundenbuch Lorenzos des Prächtigen ist ein ausgewähltes Beispiel florentinischer Buchmalerei, ausgeschmückt im Stil von Francesco di Antonio del Chierico, dem bevorzugten Miniaturmaler von Lorenzos Großvater Cosimo.
Liturgie von Rom. Kalendarium-Illustrationen und neun großen Miniaturen mit dekorativen Bordüren.

## Beschreibung

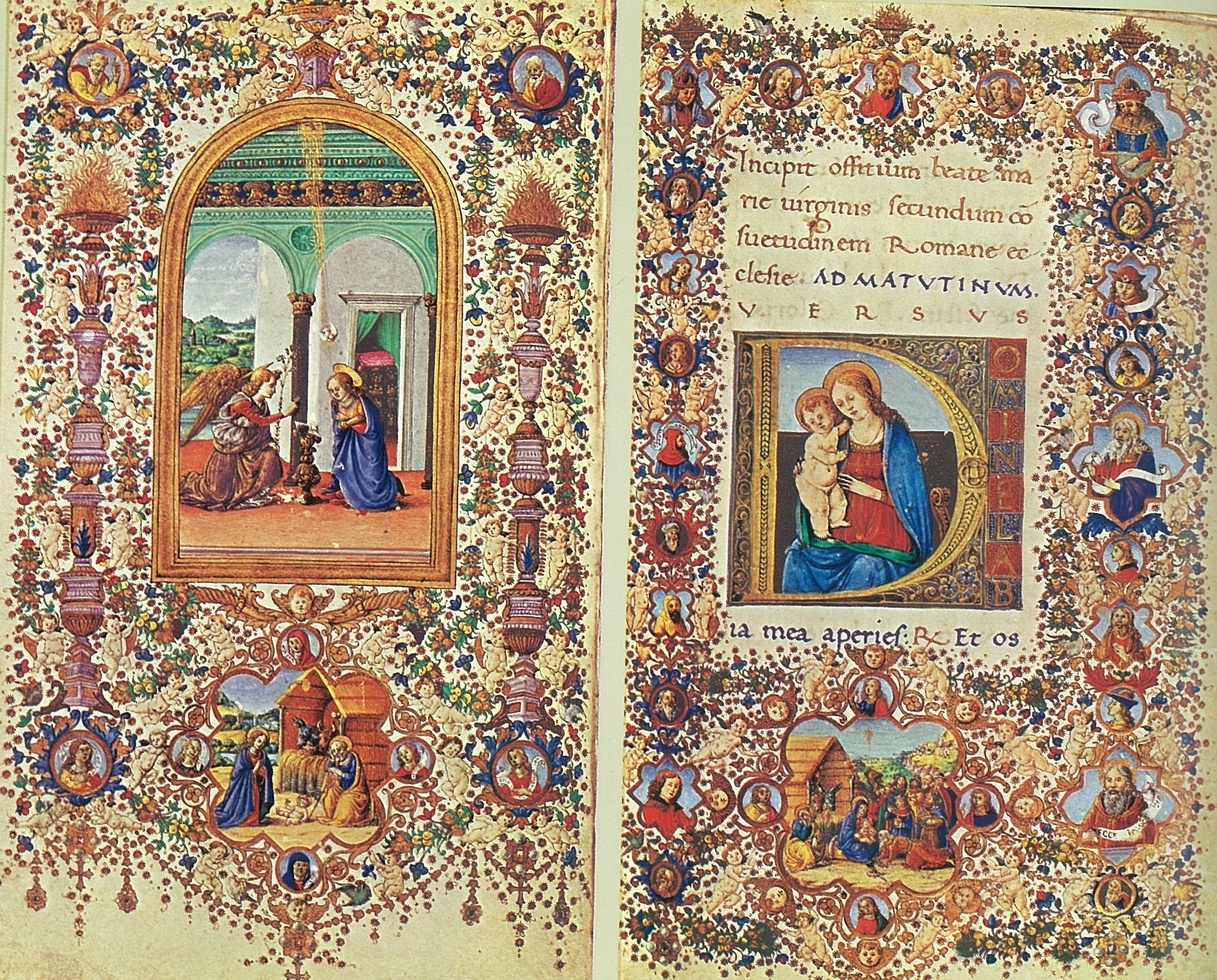
Verkündigung, darunter in der Initiale Geburt; Jungfrau mit Kind, darunter Anbetung der Könige

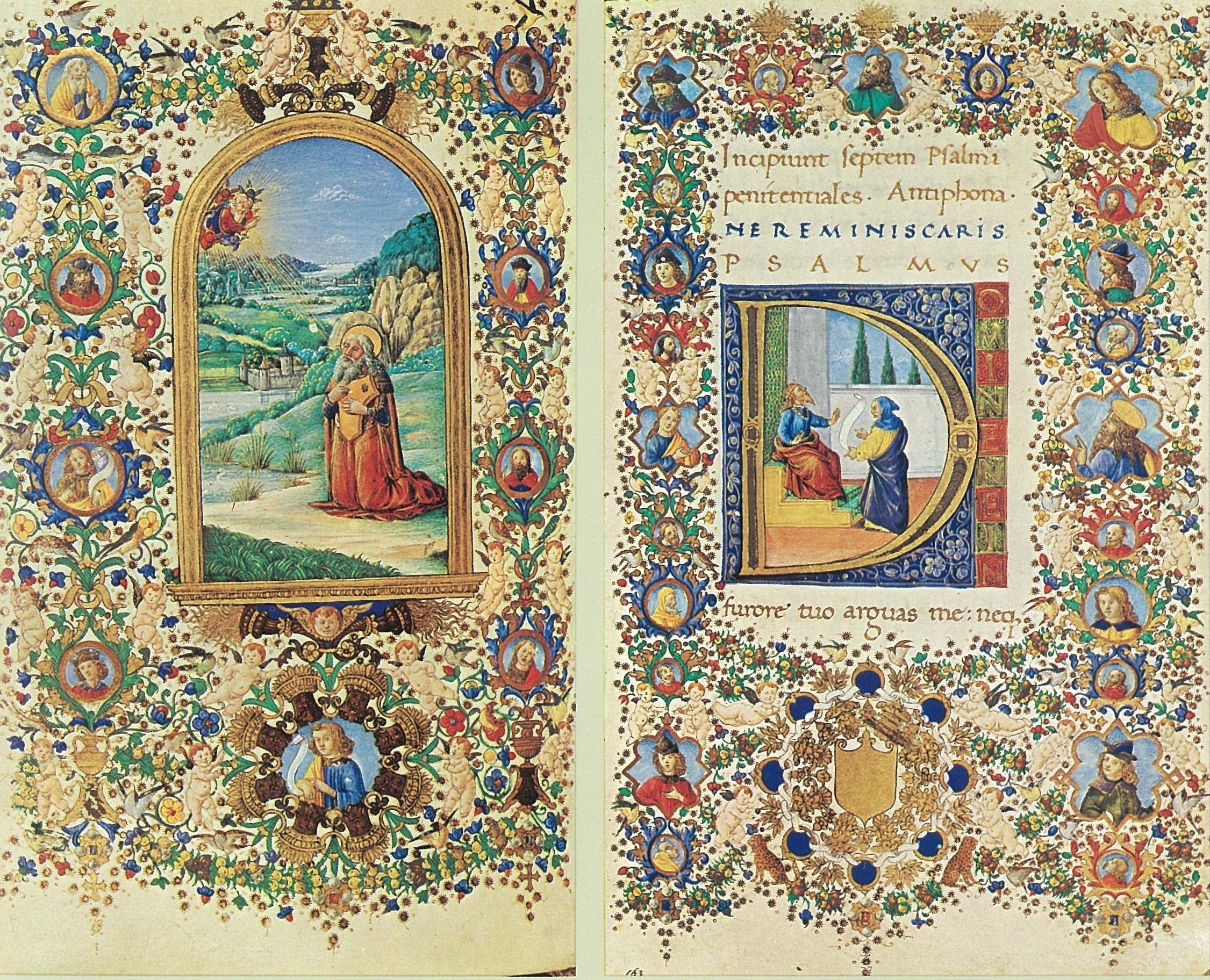
David tut Buße; Thronender David in der Initiale

Es ist ein kleines Buch (15,3 × 9 cm, 233ff). Die Miniaturen sind in einem verfeinerten, zarten Stil gemalt, der an die Süße von Fra Angelico erinnert. Sie sind von breiten Bordüren voll von dichtgedrängter, aber deutlich umrissener Ornamentierung eingefasst – Blumen, Blätter, Früchte, Sterne, Köpfe in Medaillons und winzige Putten. Das Ganze hebt sich von den weißen Pergamentseiten in außergewöhnlicher Lebhaftigkeit ab. Trotz einigen Renaissancezubehörs in den Bordüren, wie zum Beispiel Kandelaber, Putten und Perlen, hat das Buch gotischen Charakter, denn das religiöse Empfinden wird nicht, wie bei vielen italienischen Buchilluminationen aus dieser Zeit üblich, von der Üppigkeit der Dekoration überdeckt.
Wie in so vielen Stundenbüchern ist auch hier der Anfang der Kleinen Tagzeiten des Marienoffiziums, die Matutin, durch eine besonders schöne Miniatur gekennzeichnet. Zu Beginn ist eine Verkündigungsszene dargestellt, hier in typisch florentinischem Rahmen mit einem Blick auf eine entzückende Landschaft, woher der Erzengel Gabriel gekommen war, im darunterliegenden vierpassförmigen Medaillon die Geburt. Auf der gegenüberliegenden Seite Madonna und Kind in der Initiale D, im Medaillon darunter die Anbetung der Könige.
Die Verkündigungsszene ist von zwei großen Kandelabern flankiert, darüber flammende Feuerschalen. Gegenüber sind diese durch Medaillons mit Propheten ersetzt sowie mit Köpfen anderer jugendlicher Figuren.
Das Thema, David tut Buße, ist durch den außergewöhnlichen Landschaftshintergrund bemerkenswert. Der alte Mann, hier mit einem Heiligenschein, kniet vor Gott und spielt auf seinem Psalterium. In der Initiale D gegenüber ist er noch einmal zu sehen. Als junger Mann mit einem Diadem und auf einem Thron sitzend. Er singt das Lob Gottes und ignoriert den vor ihm stehenden Propheten mit der Schriftrolle.

## Lorenzo il Magnifico
Einer der Medici wurde zu seinen Lebzeiten als die Verkörperung der italienischen Renaissance in ihrem besonderen florentinischen Erscheinungsbild bezeichnet. Dieser Mann war Lorenzo de’ Medici, postum wurde er als „il Magnifico“ bezeichnet, was mehr ausdrückte als persönlichen Prunk. Es war das, was man sein mittelalterliches Erbe nennen könnte. Er liebte Wettkämpfe und Turniere, sehr unflorentinische Aktivitäten, an denen er sich mit seinem jüngeren Bruder Giuliano beteiligte. Er war sowohl Christ als auch Neuplatoniker. Die Renaissance ruhte bei ihrer Weltoffenheit immer auf dem starken Glauben der Gotik.

### Francesco del Chierico
Dieses berühmte Stundenbuch wurde für Lorenzo von dem Schreiber Antonio Sinibaldi 1485 geschrieben und datiert. Die Miniaturen und Verzierungen sind so typisch im Stil von Francesco del Chierico, dass ihm normalerweise die Ausführung zugeschrieben wird, jedoch ist jetzt bekannt, dass er einige Monate vorher, am 28. Oktober 1484 starb. So ist wohl einer seiner Schüler der Gestalter dieser Handschrift, die als ein Juwel der florentinischen Buchmalerei gilt.
Del Chierico war von 1454 bis 1484 tätig und der führende florentinische Buchmaler seiner Zeit, in dessen Werkstatt eine Buchmalergeneration heranwuchs, die ihren Höhepunkt in Francesco Rosselli, Attavante degli Attavanti und den Brüdern Gherardo und Monte del Fora im letzten Viertel des 15. Jahrhunderts erlebte.

### Medici-Bibliothek
Während dieser Zeit ergänzte Lorenzo il Magnifico die von seinem Großvater, Cosimo dem Älteren, gegründete Bibliothek, die Biblioteca Medicea Laurenziana, durch Bücher und Handschriften. Als die Medici 1494, nur zwei Jahre nach dem Tod Lorenzos, vorübergehend ihre Macht verloren hatten, bestand eine Zeitlang erhebliche Gefahr, dass die Bibliothek von den Anhängern Savonarolas aufgelöst oder sogar zerstört werden würde.
Es ist unwahrscheinlich, dass sich Lorenzos Stundenbuch unter der Sammlung befand, als die Bibliothek 1517 zum ersten Mal zugänglich gemacht wurde. Es war zu irgendeinem Zeitpunkt in die Niederlande gekommen, wo es sich im 17. Jahrhundert im Besitz der Familie De Merode befand. Im 19. Jahrhundert erwarb es der Bibliograph und Bücherdieb Guglielmo Libri, dessen Bibliothek dann in der Folge vom vierten Earl von Ashburnham gekauft wurde. Nach dessen Tod im Jahre 1878 kaufte die italienische Regierung die Ashburnham-Libri-Sammlung, und so kehrte Lorenzos prächtiges Stundenbuch wieder in seine Heimat zurück.